# Блертон-Джонс, Николас
Николас Блертон-Джонс (англ. Nicholas G. Blurton-Jones; род. 1936, Уэймут) — британский антрополог. Доктор философии (1962), эмерит-профессор Калифорнийского университета в Лос-Анджелесе. Феллоу Американской ассоциации содействия развитию науки (2021).
Окончил Редингский университет (бакалавр наук с особым отличием по зоологии), учился там в 1954—58 годах.
Докторскую степень по зоологии получил в Оксфордском университете, для чего занимался там в 1958—61 годах. В 1961—62 годах — исследователь на кафедре зоологии Оксфорда. В 1962—63 годах — годах временный лектор в Бристольском университете. Являлся стипендиатом Фулбрайта в области психиатрии в Школе медицины Университета Джонса Хопкинса (1963). C 1963 года — лектор, в 1972—81 годах — старший лектор UCL Great Ormond Street Institute of Child Health. С 1981 года — профессор Калифорнийского университета в Лос-Анджелесе, с 1999 года — эмерит-профессор. Возглавлял исследования народности хадза в Танзании, где сотрудничал с Кристен Хоукс и Джеймсом О’Коннеллом. Его первые, «пилотные» визиты туда состоялись в 1982 и 1984 годах. В 2016 году вышел его длинный отчёт о 15-летней периодической полевой работе там. Его аспирантом был Фрэнк Марлоу.
Автор Demography and Evolutionary Ecology of Hadza Hunter-Gatherers (Cambridge University Press, 2016).